# Johann Kaspar Mertz
Johann Kaspar Mertz (17 de agosto de 1806, Presburgo, actual Bratislava en Eslovaquia - † 14 de octubre de 1856 en Viena) fue un guitarrista clásico y compositor, considerado como uno de los mayores exponentes del romanticismo musical en ese instrumento. Adoptó Austria como su hogar.

## Biografía
Estudió guitarra desde los doce años, siendo un niño prodigio en la flauta y en la guitarra que dio su primer concierto en 1834. Se desempeñó también como flautista. Mertz estuvo activo de 1840 a 1856 en Viena, que en la época era un importante centro musical que reunía a varias figuras destacadas del mundo de la guitarra, como Anton Diabelli, Mauro Giuliani, Wenceslaus Matiegka y Simon Franz Molitor. Mertz era un guitarrista virtuoso que se ganó una gran reputación como ejecutante. Realizó giras a través de Moravia, Polonia y Rusia, ofreciendo recitales además en Berlín y Dresde. En 1846 Mertz estuvo a punto de morir al sufrir una sobredosis de estricnina que le había sido prescrita para tratar una neuralgia debida a un error de su esposa creyendo que al darle la dosis completa aceleraría los efectos del tratamiento.
En el transcurso del año siguiente tuvo que someterse a tratamiento para recuperar la salud tardando 18 meses y fue atendido por su esposa, la concertista de piano, Josephine Plantin a quien había conocido en 1842 y con quien se casó ese mismo año. Ha habido cierta especulación sobre el hecho de que el oír a su esposa interpretar piezas de la época en el piano durante su periodo de recuperación, haya influido para el sonido característico y la inusual técnica de la mano derecha que utilizó en su obra Bardenklange (Sonidos bardos) Op.13.
Al final de su vida tuvo un especial interés en el uso de guitarras de 8 y 10 cuerdas (con más cuerdas en la sección de los bajos), ya que estaba en constante contacto con la interpretación de música en el piano e hizo un intento por igualar su profundidad. En cuanto al uso de las uñas, testimonios hay de que Mertz prefería el toque con las uñas, argumentando que estas aumentaban el volumen sonoro de la guitarra, además de permitir un deterioro más lento de las cuerdas.
Las secuelas de su envenenamiento y la tuberculosis acabaron con su vida en Viena e1 14 de octubre de 1856.
En 1856 obtuvo de manera póstuma un importante reconocimiento al ser declarado ganador de un concurso internacional de compositores para guitarra, organizado por el aristócrata ruso Nikolai Makaroff, en el que el francés Napoleón Coste obtuvo el segundo lugar. Según Makaroff, cuando Coste fue notificado de su segundo puesto, “…vino hacia mí con su cara resplandeciente de alegría. Empezó a besarme y abrazarme, diciéndome que era el más grande honor recibir el segundo premio después de Mertz, el más grande compositor – guitarrista que existe”.
Mertz es hoy en día reconocido como uno de los mejores compositores para guitarra del siglo XIX, pero solo recientemente se ha comenzado a redescubrir su obra.

## Estilo de composición
La música de Mertz, a diferencia de la mayoría de sus contemporáneos, siguió los modelos pianísticos de Chopin, Mendelssohn, Schubert y Schumann, en vez de la música del periodo clásico, como Mozart y Haydn (como lo hicieron Sor y Aguado).  No obstante hay que tener en cuenta que Sor nació en 1778, Aguado en 1784, y Giuliani en 1781, mientras que Mertz nació en 1806, una diferencia de al menos veinte años.  Esta diferencia generacional explica la diferencia en sus influencias y no se pueden considerar contemporáneos suyos ni Sor, ni Aguado, ni Giuliani. 
Contemporáneos serían los guitarristas españoles José Broca, Antonio Cano o José María Cebriá y el célebre guitarrista francés Napoleón Coste (discípulo de Sor por cierto).

## Composiciones
Bardenklänge (1847) es probablemente su contribución más importante para el repertorio de guitarra, formada por una serie de piezas de carácter técnicamente complejo, con el molde compositivo de la obra de Robert Schumann. Es una obra inspirada en la mítica figura irlandesa del bardo.
Para guitarra sola
- Op. 4 : 3 Nocturnos
- Op. 6 : Le Carneval de Venice
- Op. 8 : Opern Revue, Il Trovatore de G. Verdi
- Op. 8 : Opern Revue, La Norma de V. Bellini
- Op. 8 : Opern Revue, Lucia di Lammermoor de G. Donizetti
- Op. 8 : Opern Revue, The Barber of Seville de G. Rossini
- Op. 9 : 1, Ländler
- Op. 9 : 4, Ländler
- Op. 11 : Introduction et Rondo Brillant
- Op. 12: 1, Ländler
- Op. 13 : Bardenklange (Sonidos bardos)

Obra dividida en dos partes consistente en:
```
    *
Op. 13 : 1, An Malvina

    *
Op. 13 : 1, Romanze

    *
Op. 13 : 2, Abendlied

    *
Op. 13 : 2, Elfenreigen

    *
Op. 13 : 2, Unruhe

    *
Op. 13 : 3, An die Entfernte

    *
Op. 13 : 3, Capriccio

    *
Op. 13 : 3, Etude

    *
Op. 13 : 4, Gondoliera

    *
Op. 13 : 4, Liebeslied

    *
Op. 13 : 5, Fingals- Höhle

    *
Op. 13 : 5, Gebeth

    *
Op. 13 : 6, Tarantelle

    *
Op. 13 : 7, Variations Mignonnes
```

y la segunda parte:
```
    *
Op. 13 : 8, Kindermärchen

    *
Op. 13 : 9, Rondino

    *
Op. 13 : 10, Romanze

    *
Op. 13 : 10, Scherzo

    *
Op. 13 : 10, Sehnsucht

    *
Op. 13 : 11, Lied ohne Worte

    *
Op. 13 : 11, Mazurka

    *
Op. 13 : 12, Polonaises Favorites Nos. 1-4

    *
Op. 13 : 13, Polonaises Favorites Nos. 5-7

    *
Op. 13 : 14, Romanze

    *
Op. 13 : 15, Walzer in Ländlerstyl
```

- Op. 22 : Agathe
- Op. 24 : Glockentone
- Op. 34 : Das Blumlein
- Op. 50 : Caprice sur un thème favori de C. M. de Weber
- Op. 65 : 1, Fantaisie Hongroise
- Op. 65 : 2, Fantasie Originale
- Op. 65 : 3, Le Gondolier
- Valse en sol majeur
- 5 Waltzes
- Concertino per la Chitarra sola
- Elegie (Introduction from Muzyka Gitarista)
- Elegie für die Guitare
- Fantasie über Webers letzten Gedanken pour la guitare seule
- Harmonie du Soir
- La Rimembranza
- Le Romantique
- Les Adieux
- Orgelfuge von Albrechtsberger
- Pensée Fugitive
- Pianto dell`amante
- Praeludium in D dur
- Souvenir de Choulhoff

Para dos guitarras
- Der Ball (el baile)
- Am Grabe Der Geliebten (En la tumba de su amada)
- Wasserfahrt Am Traunsee (Paseo acuático en el Lago Traunsee)
- Unruhe (Ansiedad)
- Deutsche Weise (A manera alemana)
- Vespergang (Equipo de vísperas)
- Barcarole (Barcarola)
- Impromptu (Improvisación)
- Mazurka
- Ich Denke Dein (Creo en ti)
- Standchen ()
- Trauermersch (Marcha fúnebre)
- Tarantelle (Tarantela, el baile de la araña)

## Grabaciones
- Elegía ejecutada por el guitarrista canadiense Michael Murray.
- Naxos - Adam Holzman interpretando todo el Opus 13.
- barnesandnoble.com David Leisner interpretando a Mertz y a su contemporáneo Schubert.